# しじみのダンス/ベジタリズム
「しじみのダンス/ベジタリズム」は、ゆきまゆこ/ベジタガールズ&ゆきまゆこが歌う楽曲。2012年6月13日にワーナーミュージック・ジャパンから発売された。NHK『みんなのうた』の、2012年6月 - 7月の曲に採用された。

## 概要
両A面シングルで、2曲とも食べ物をテーマにした楽曲であることや、PVでの子供による特徴的なダンス振付で共通している。
2曲ともにYouTubeでPVが発信され、国内外での再生回数が多い（2014年3月現在、しじみのダンス約55万回、ベジタリズム約330万回）。
歌っているのは一般主婦のゆきまゆこ。振付はしじみのダンスがMIKIKO、ベジタリズムがまいこ。
映像作成は2曲ともに関和亮が手がけた。
なおCD単体版とは別に、振付DVDを付随した版が発売されているが、YouTubeとは別の映像となっている。

## 収録曲
しじみのダンス
しじみをテーマにした楽曲に合わせて、しじみシスターズ（豊嶋花・小熊苺子（おぐままいこ）・柴海南奈美（しばかいななみ）がダンスを踊る。
NHKみんなのうた　2012年6月 - 7月放送
ベジタリズム
野菜をテーマにした、沖縄ユンタ風の楽曲。歌はゆきまゆことベジタガールズ（春名風花 と畠山紬 ）。ダンスは「べじっ子ダンザーズ」（amane、P→★、YU-KA、AO）。
iTunes Storeの欧米等を含む世界各国で配信されている。
カゴメ・野菜生活100タイアップ曲（8月31日（野菜の日）キャンペーンソング）
配信当時にべじっ子ダンザースの4人が初代「きゃりーキッズ」としてきゃりーぱみゅぱみゅのバックダンサーを務めていたことや、全員女の子にみえる4人のうちでP→★（紫色の衣装）が実は男の子だったことなどでも注目を集めた。
べじっ子ダンサーズのうち3人が、後にTEMPURA KIDZのメンバーとなった。